# Isac Lidberg
Isac Lidberg, né le 8 septembre 1998 à Stockholm en Suède, est un footballeur suédois qui évolue au poste d'avant-centre au SV Darmstadt 98.

## Biographie

### En club
Né à Stockholm en Suède, Isac Lidberg commence le football au Hägerstens SK avant d'être formé par l'Hammarby IF, qu'il rejoint en 2010. Il joue son premier match en professionnel lors d'une rencontre d'Allsvenskan, l'élite du football suédois, le 13 juillet 2015 face au Falkenbergs FF à l'occasion de la quinzième journée de la saison 2015. Il entre en jeu à la place de Linus Hallenius et son équipe l'emporte (3-0 score final).
Le 30 mars 2017, Isac Lidberg rejoint l'Åtvidabergs FF. Il signe un contrat de trois ans, soit jusqu'en décembre 2019.
Le 11 janvier 2018, Isac Lidberg rejoint la Norvège pour s'engager en faveur de l'IK Start.
Le 28 février 2020, il rejoint librement le Gefle IF. Il signe un contrat courant jusqu'en décembre 2021.
Lors de l'été 2021, Isac Lidberg rejoint les Pays-Bas afin de s'engager en faveur du Go Ahead Eagles, tout juste promu en premier division. Le transfert est annoncé dès le 30 avril 2021 et il signe un contrat de deux ans avec une année supplémentaire en option.
Il joue son premier match sous ses nouvelles couleurs le 13 août 2021, lors de la première journée de la saison 2021-2022 d'Eredivisie, face au SC Heerenveen. Il est titularisé et son équipe s'incline (0-1 score final).
Le 18 juillet 2023, Isac Lidberg s'engage en faveur du FC Utrecht. Il signe un contrat de quatre ans, soit jusqu'en juin 2027.
Un an après son arrivée à Utrecht, le 16 août 2024, Isac Lidberg quitte le club pour rejoindre le SV Darmstadt 98, club évoluant alors en deuxième division allemande.

### En sélection
Isac Lidberg représente l'équipe de Suède des moins de 17 ans de 2014 à 2015. Au total il joue onze matchs et inscrit cinq buts avec cette sélection.